# قانون ملل
قانون ملل: یا اصول قانون طبیعت که برای سلوک و امور ملل و حاکمیت‌ها اعمال می‌شود (فرانسوی: Le droit des gens‎) یک رساله حقوقی در مورد حقوق بین‌الملل توسط امریخ د واتل است که در سال ۱۷۵۸ منتشر شد.

## خلاصه داستان
گفته شده‌است که قانون ملل کل عملکرد حقوق بین‌الملل را مدرن کرده‌است.

## نفوذ
قرن‌ها پس از مرگ وی مشخص شد که رئیس‌جمهور آمریکا جورج واشینگتن دارای تعداد کتاب‌های کتابخانه ای معوق با قدمت بیش از ۲۲۱ سال است. یکی از آنها قانون ملل بود.
سردبیر سوئیس چارلز دوماس به بنیامین فرانکلین سه نسخه اصلی فرانسوی از کتاب ارسال کرد. فرانکلین یک نسخه را به شرکت کتابخانه فیلادلفیا ارائه کرد. در ۹ دسامبر ۱۷۷۵، فرانکلین از دوما تشکر کرد:
فرانکلین همچنین گفت که این کتاب از وتل، «به‌طور مداوم در اختیار اعضای کنگره ما که اکنون نشسته‌اند» بوده‌است.

## نسخه‌های انگلیسی
قانون ملل واتل در سال 1760 و بر اساس اصل فرانسوی 1758 به انگلیسی ترجمه شد. ترجمه دوبلین 1787 شامل یادداشت‌هایی از نت‌های اصلی یا پس از مرگ نیست که به نسخه 1773 فرانسه اضافه شده‌است. چندین نسخه انگلیسی دیگر نیز براساس نسخه 1760 بنا شده‌است. با این حال، یک نسخه انگلیسی از سال 1793 شامل افکار بعدی واتل است، مانند نسخه 1797 لندن. نسخه 1797 دارای فهرست مفصلی از مطالب و عناوین حاشیه ای برای زیرمجموعه‌ها است.